# رناتو جوستی
رناتو جوستی (ایتالیایی: Renato Giusti؛ زادهٔ ۲۵ ژوئیهٔ ۱۹۳۸) دوچرخه‌سوار اهل ایتالیا است.